# Rhizogonium radiatum
Rhizogonium radiatum là một loài rêu trong họ Rhizogoniaceae. Loài này được (Wilson) A. Jaeger mô tả khoa học đầu tiên năm 1875.